# José Luis Moreno Peña
José Luis Moreno (Jamundí, Colombia; 22 de octubre de 1996) es un futbolista colombiano que juega como defensa en Metropolitanos Fútbol Club de la Primera División de Venezuela.

## Trayectoria

### Once Caldas
Debutó con el Once Caldas el 16 de junio de 2014 frente al Deportes Quindío. El central se volvería un habitual titular en el equipo manizalita. Anotó su primer gol como profesional el 22 de noviembre de 2014 frente a Atlético Nacional, en el partido que ganó el  'blanco-blanco'  por 1-0. En el 2015 debuta a nivel internacional en la Copa Libertadores frente al club brasileño Corinthians.

### Valencia Mestalla
A sus 18 años, da un salto para jugar en Europa, exactamente a Valencia en España, pasando a jugar en el equipo filial, Valencia Mestalla. Llega al club español en condición de préstamo por un año, por la suma de 350 mil euros.

### Once Caldas
Retorna al equipo albo, para el segundo semestre del 2016. Reaparece como titular en la tercera fecha del Torneo Apertura del 2019, siendo el capitán del conjunto blanco y disputando los 90 minutos.

### Millonarios F.C
El 21 de junio de 2019 se oficializa su llegada al conjunto embajador. cedido a préstamo con opción de compra y contrato a un año. Debuta con gol el 14 de julio en la derrota como locales 1-2 frente al Envigado FC.

### River Plate Paraguay
A mitad del año 2020 se confirma como nuevo jugador del Club River Plate de la Primera División de Paraguay siendo su primera experiencia internacional.

## Clubes
| Club                 | País      | Año         |
| -------------------- | --------- | ----------- |
| Once Caldas          | Colombia  | 2014 - 2015 |
| Valencia Mestalla    | España    | 2015 - 2016 |
| Once Caldas          | Colombia  | 2016 - 2019 |
| Millonarios          | Colombia  | 2019 - 2020 |
| River Plate Asunción | Paraguay  | 2020 - 2021 |
| Patriotas Boyacá     | Colombia  | 2022        |
| Metropolitanos FC    | Venezuela | 2023        |
| Gokulam              | India     | 2024        |
| Churchill Brothers   | India     | 2025        |

## Estadísticas
| Club                       | Div              | Temporada        | Liga  | Liga  | Copa Nacional | Copa Nacional | Copa Internacional | Copa Internacional | Total | Total | Prom. · |
| Club                       | Div              | Temporada        | Part. | Goles | Part.         | Goles         | Part.              | Goles              | Part. | Goles | Prom. · |
| -------------------------- | ---------------- | ---------------- | ----- | ----- | ------------- | ------------- | ------------------ | ------------------ | ----- | ----- | ------- |
| Once Caldas · Colombia     | 1.ª              | 2014             | 17    | 1     | 6             | 0             | 0                  | 0                  | 23    | 1     | 0,04    |
| Once Caldas · Colombia     | 1.ª              | 2015             | 21    | 4     | 3             | 0             | 2                  | 0                  | 23    | 4     | 0,12    |
| Once Caldas · Colombia     | Total            | Total            | 38    | 5     | 9             | 0             | 2                  | 0                  | 49    | 5     | 0,03    |
| Valencia Mestalla · España | 1.ª              | 2015-16          | 3     | 0     | 0             | 0             | -                  | -                  | 3     | 0     | 0,00    |
| Valencia Mestalla · España | Total            | Total            | 3     | 0     | 0             | 0             | 0                  | 0                  | 3     | 0     | 0,00    |
| Once Caldas · Colombia     | 1.ª              | 2016             | 11    | 0     | 0             | 0             | 0                  | 0                  | 11    | 0     | 0,00    |
| Once Caldas · Colombia     | 1.ª              | 2017             | 8     | 0     | 0             | 0             | 0                  | 0                  | 8     | 0     | 0,00    |
| Once Caldas · Colombia     | 1.ª              | 2018             | 1     | 0     | 0             | 0             | 0                  | 0                  | 1     | 0     | 0,00    |
| Once Caldas · Colombia     | 1.ª              | 2019             | 2     | 0     | 0             | 0             | 0                  | 0                  | 2     | 0     | 0,00    |
| Once Caldas · Colombia     | Total            | Total            | 22    | 0     | 0             | 0             | 0                  | 0                  | 22    | 0     | 0,00    |
| Millonarios FC · Colombia  | 1.ª              | 2019             | 5     | 1     | 1             | 0             | 0                  | 0                  | 6     | 1     | 0,00    |
| Millonarios FC · Colombia  | Total            | Total            | 5     | 1     | 1             | 0             | 0                  | 0                  | 6     | 1     | 0,00    |
| River Plate Paraguay       | 1.ª              | 2020             | 4     | 1     | 0             | 0             | 0                  | 0                  | 4     | 1     | 0,00    |
| River Plate Paraguay       | Total            | Total            | 4     | 1     | 0             | 0             | 0                  | 0                  | 4     | 1     | 0,00    |
| Total en carrera           | Total en carrera | Total en carrera | 73    | 7     | 10            | 0             | 2                  | 0                  | 84    | 8     | 0,03    |